# Pey-Landry
Le Pey-Landry, ou menhir de Clotte, est un menhir situé sur la commune des Salles-de-Castillon dans le département français de la Gironde.

## Historique
Le mégalithe a été signalé par E. Ferret en 1874 et classé sous deux dénominations différentes au titre des monuments historiques en 1889 : une première fois, à tort, comme dolmen et une seconde fois, sous le nom de menhir de  Clotte.

## Description
C'est un monolithe en calcaire à astéries mesurant 2 m de hauteur, 1,50 m de largeur et 0,60 m d'épaisseur. Il est orienté est-ouest.
De nombreux silex taillés datés du Néolithique ont été découverts dans les vignes situées aux environs.
L'origine du mot Pey provient peut-être d'une déformation locale du mot Puy (qui signifie hauteur) ou du prénom Pierre.